# Эрнуф, Жан Огюстен
Жан Огюстен Эрнуф (полное имя Мануэль Луи Жан Огюстен Эрнуф, в некоторых документах Огюст Эрнуф; 29 августа 1753 — 12 сентября 1827) — французский штабной офицер, военачальник и колониальный администратор эпохи Революционных и Наполеоновских войн. Дивизионный генерал (произведён: 1794, разжалован: 1810, восстановлен: 1814, повторно разжалован: 1815, повторно восстановлен в том же году). Генерал-капитан (генерал-губернатор) острова Гваделупа, с именем которого связан последний крупный расцвет пиратства в Карибском море.
Эрнуф продемонстрировал умеренные способности в качестве боевого командира; его сильной стороной были умения штабного офицера и организатора.
Эрнуф присоединился к французской революционной армии в 1791 году, с сентября 1791 по сентябрь 1793 года он прошел путь от лейтенанта до бригадного генерала. После этого, в период якобинского террора, Эрнуф и его непосредственный начальник были обвинены в контрреволюционной деятельности, но затем, в 1794 году, восстановлены на службе. В 1804 году Наполеон назначил Эрнуфа генерал-губернатором французской колонии Гваделупа, где он должен был преодолеть последствия крупного восстания рабов. Хотя Эрнуф смог восстановить какое-то подобие порядка и функционирование плантаций, британские армия и флот атаковали колонию в 1810 году и после кратких боевых действий заставили её капитулировать.
Эрнуф попал в плен, был обменян и вернулся во Францию, где был обвинён в государственной измене Наполеоном, который был в ярости от потери колонии. Суд по делу генерала Эрнуфа длился так долго, что прежде, чем он мог быть реабилитирован судом, Первая империя пала. После восстановления Бурбонов на французском престоле, Эрнуф, вновь подтверждённый в генеральском чине, получил должность генерал-инспектора пехоты в 8-м военном округе. Наполеона во время Ста дней он не поддержал и пытался оказать ему сопротивление на юге Франции, за что был вторично уволен в отставку. После второй реставрации Бурбонов занимал административную должность, а затем был избран в Палату депутатов Франции.

## Военная карьера
До революции в армии не служил. 24 сентября 1791 года, когда над революционной Франции нависла угроза внешенего вторжения, записался по собственному желанию в батальон волонтёров Орна, и, как человек грамотный, сразу же был выбран лейтенантом. 22 марта 1792 года повышен до капитана, 30 июля 1793 года до подполковника. Служил в Северной армии.
В 1793 году, во время Войны Первой коалиции, герцог Йоркский осадил Дюнкерк и блокировал город Берг на бельгийской границе, гарнизон которого был недостаточен, чтобы отразить атаку англичанин. Эрнуф был направлен в Кассель, собрал там команду из тысячи человек и присоединился к генералу Ушару; вместе они выдвинулись к Дюнкерку и атаковали британский лагерь. За эти действия Эрнуф в сентябре 1793 года был повышен до бригадного генерала и назначен начальником штаба Северной армии. При этом генерал Ушар, командующий армией, напротив, был снят с должности и казнён.
При участии Эрнуфа, в том же году произведённого в дивизионные генералы, новый главнокомандующий, Жан-Батист Журдан, своевременно обнаружил движение войск принца Иосии Кобургского, старого соратника Суворова, за лесом Ваттиньи. Принц Кобургский был атакован Журданом в битве при Ваттиньи и вынужден был отступить через реку Самбр и, позднее, снять осаду Мобежа. Поскольку Журдан не смог организовать активное преследование противника, он и Эрнуф были сняты со своих должностей и отозваны Комитетом общественного спасения. Эрнуф был арестован по подозрению в контрреволюции, но был восстановлен в звании в конце эпохи террора, после падения якобинской диктатуры. После этого он был назначен начальником штаба Мозельской (активный участник битвы при Флерюсе), а затем Самбро-Мааской армии. Эрнуф также занимал несколько административных должностей, в том числе участвовал в разработке военных топографических карт.

## Деятельность вШвабиииШвейцарии
В 1798 году Журдан назначил Эрнуфа начальником штаба Обсервационной армии. Эрнуф находился при армии, когда она пересекла Рейн, что английские историки называют нарушением договора Кампо-Формио, и что положило начало Войне второй коалиции. 2 марта армия была переименована в Дунайскую и была отправлена в Верхнюю Швабию, где была разбита эрцгерцогом Карлом при Острахе и при Штокахе. В обеих битвах армия Габсбургов по численности значительно превосходила французскую. Командующий французской армией Журдан не сумел ничего противопоставить австрийцам и в конце марта ушёл с войсками в Шварцвальд. Затем Эрнуф принял командование армией, а Журдан вернулся в Париж, чтобы потребовать больше войск. Там он был отправлен в отставку и заменён на генерала Андре Массена, выходца из семьи итальянских контрабандистов, который оказался одним из лучших полководцев в истории революционной Франции.
Эрнуф сохранил и при Массена свой пост начальника штаба. Массена возглавил армию в момент, когда французы были разбиты по всему фронту — не только в Щвабии эрцгерцогом Карлом, но и в Италии Суворовым. Суворов предлагал повернуть русско-австрийские войска прямо на Париж, но австрийский военный совет — гофскригсрат предписал ему идти через альпийские перевалы в Цюрих на соединение с русским корпусом Римского-Корсакова. Пока фельдмаршал Суворов творил чудеса, переходя с войсками неприступные горы и преодолевая упорное сопротивление Лекурба, оборонявшего буквально на каждом отроге, Массена стремительным броском двинул армию в Цюрих и нанёс Римскому-Корсакову сокрушительное поражение, фактически, уничтожив те войска, на соединение с которыми шел Суворов. Несмотря на то, что продвижение самого Суворова было для французов неостановимо, Франция оказалась спасена.

## Карибское назначение
В 1804 году, когда Франция стала империей, Эрнуф был сделан великим офицером ордена Почётного легиона, получив эту награду одним из первых. Журдан и Массена были произведены в маршалы, Эрнуф же рассматривался в тот момент как один из самых талантливых и перспективных генералов. Поэтому ему и был доверен ответственный пост — генерал-капитана (генерал-губернатора) острова Гваделупа.
Обстановка во французских колониях в Вест-Индии — Сан-Доминго, Гваделупе и Мартинике, являлась крайне тяжелой. Республиканское правительство, руководствуясь соображениями равенства, отменило во французских колониях рабство, однако это привело к упадку плантаций и практически полному прекращению поставок во Францию необходимых ей колониальных товаров. Наполеон распорядился восстановить рабство в колониях, однако бывшие рабы, по очевидным причинам, не захотели добровольно становиться рабами опять. На Сан-Доминго вспыхнуло масштабное восстание, направленные туда крупные силы французов под командованием шурина Наполеона генерала Леклерка, после первых успехов, потерпели поражение от повстанцев. Ситуацию дополнительно усугубляли действия английского флота, который захватывал или топил немалую часть французских кораблей, как торговых, так и военных. К моменту назначения Эрнуфа, Сан-Доминго уже, фактически, был для французов потерян, но оставались Мартиника и Гваделупа — два меньших по площади и хуже подходящих для антифранцузской партизанской войны острова с богатейшими плантациями. Тем не менее, восстанием были охвачены и они, целый ряд плантаций был разорён, а их владельцы — убиты.
На Мартинике, родине императрицы Жозефины, распоряжался генерал-капитан Вилларе де Жуйаёз. На Гваделупу Наполеон первоначально (в 1802 году) направил 3470 солдат под командованием генерала Антуана Ришпанса. Ришпанс нанёс повстанцем поражение на всей территории Гваделупы. Лидер повстанцев Гваделупы Луи Дельгрес и члены его отряда покончили с собой в местечке Матуба на склонах вулкана Суфриер, когда стало ясно, что французские войска возьмут под контроль весь остров. Французские силы убили до 10 000 гваделупцев в процессе борьбы с восстанием на острове. Однако сам генерал Ришпанс в том же 1802 году скончался от жёлтой лихорадки (та же участь ожидала на Сан-Доминго генерала Леклерка). Спустя два года на Гваделупу был отправлен Эрнуф.
К моменту его прибытия на остров там находилось не более 2600 солдат, однако вскоре, благодаря подкреплениям из Франции, их количество возросло до шести тысяч. Генерал Эрнуф окончательно восстановил рабство и сельскохозяйственное производство. Он также оказал помощь многим плантаторам-беженцам, которые избежали устроенной восставшими рабами бойни прошлых лет. Он также овладел шведским островом Сен-Бартс, где укрылись повстанцы, а также организовал масштабные акции против британского и американского судоходства, захватывая торговые корабли. Всего он захватил 134 судна, доходы от продажи которых составили 80 миллионов франков. Имеются некоторые свидетельства того, что Эрнуф возродил и активно поощрял, либо, по крайней мере, допускал более раннюю практику каперства против британского и американского судоходства: после падения Гваделупы британские офицеры обнаружили каперские патенты, подписанные Эрнуфом, и документы о вознаграждении для пиратов за оказанные услуги. Четыре каперских корабля, имевших своей базой Гваделупу в период между 1805 и 1810 годами, носили имя «Генерал Эрнуф» (одним из этих кораблей был захваченный британский военный корабль HMS Lilly). Ещё по меньшей мере три каперских корабля были названы «Мадам Эрнуф», в честь супруги неординарного генерала.
Чтобы защитить Гваделупу с моря, Эрнуф выстроил мощные береговые батареи. В 1805 году на острове был введён в действие Французский гражданский кодекс.
Британский захват Мартиники в 1809 году стал критическим моментом для французов на Гваделупе; блокированные со всех сторон военно-морскими силами англичан, французские мирные жители и солдаты были обречены на полуголодное существование. В январе 1810 года англичане начали вторжение на Гваделупу.
Морские силы сэра Александра Кокрана высадили на берег 11 000 британских солдат под командованием генерал-лейтенанта Джорджа Беквита на так называемом Капстерре, то есть восточной стороне островов. Оборона, организованная Эрнуфом, была энергичной, но короткой. 6 февраля 1810 года Гваделупа капитулировала. Эрнуф вместе со своими солдатами был перевезён в Великобританию, и если солдаты остались в плену до конца войны, то Эрнуф был репатриирован во Францию в результате обмена пленными офицерами в 1811 году, где раздражённый утратой Гваделупы Наполеон обвинил его в растратах и государственной измене. Эрнуф провел 23 месяца во французской тюрьме. Долго длившийся суд склонялся то к осуждению, то к оправданию Эрнуфа.

## Восстановление в звании
После первой реставрации Бурбонов Людовик XVIII приостановил разбирательство против Эрнуфа из-за отсутствия доказательств незаконных действий. Эрнуф был подтверждён в генеральском звании, стал кавалером ордена Святого Людовика и генеральным инспектором пехоты — стандартные почести, которые король раздал множеству наполеоновских генералов, однако для военачальника, освобождённого из тюрьмы, они имели особое значение. Служил на юге Франции, в 8-м военном округе с центром в Марселе, которым командовал его давний знакомый Андре Массена.

## Возвращение Наполеона
На этой новой должности генералу Эрнуфу не удалось пробыть долго. Покинув Эльбу, куда он был отправлен в ссылку, Наполеон высадился в бухте Жуан. Его армия, первоначально состоявшая из нескольких сот офицеров и солдат почетного конвоя, мгновенно разрослась за счет тысяч солдат и офицеров, расквартированных в южной части Франции. Простое известие о побеге Наполеона с Эльбы и отступлении некоторых войск, Бурбоны запаниковали и не смогли организовать какого-либо сопротивления. Эрнуф попытался направить против Наполеона войска, однако его распоряжения просто не выполнялись. Он поехал в Марсель, где узнал, что командующий военным округом маршал маршал Массена не намерен противостоять высадке императора, после чего отправился в Париж. Наполеон повторно отменил звания и награды Эрнуфа и уволил его из армии с конфискацией имущества 15 апреля 1815 года. После битвы при Ватерлоо вторая реставрация Бурбонов восстановила права Эрнуфа во второй раз.

## Более поздние годы
3 мая 1816 года Людовик XVIII присвоил Эрнуфу титул барона одновременно с Командорским Крестом Ордена Святого Людовика, который дал ему право носить красную чрезплечную ленту; вместе с орденом он автоматически получал пожизненную ренту и потомственное дворянство. 11 ноября 1816 года Эрнуф получил команду над III дивизией, расположенной в Меце, который был оккупирован союзными войсками в качестве условия Парижского договора; роль Эрнуфа заключалась в поддержании гармонии между жителями города и иностранными солдатами.
В 1816 году Эрнуф был избран в палату депутатов от департамента Мозель. Став депутатом, он продолжал командовать дивизией вплоть до 1822 года, когда вышел в отставку. Генерал Эрнуф умер в Париже 12 сентября 1827 года.

## Семья
Эрнуф был женат на Женевьеве Милант (скончалась 22 ноября 1822 года). Сын Эрнуфа, Гаспар Августин Эрнуф (8 декабря 1777 года — 25 октября 1848 года), также выбрал военную карьеру и был офицером во время французских революционных и наполеоновских войн. Гаспар и его жена Аделаида Гесдон были родителями историка XIX века Альфреда Огюста Эрнуфа (1816—1889).